# Cyanomitra cyanolaema
Cyanomitra cyanolaema là một loài chim trong họ Nectariniidae.